# Автозаводская (станция метро, Москва)
«Автозаво́дская» — станция Замоскворецкой линии Московского метрополитена, располагающаяся между станциями «Павелецкая» и «Технопарк». Открыта 1 января 1943 года в составе третьей очереди строительства метрополитена. Находится на территории Даниловского района Южного административного округа города Москвы. До 1956 года носила название «Завод имени Сталина» по находившемуся вблизи Заводу имени Сталина (затем ЗИЛ).
Конструкция станции — колонная трёхпролётная мелкого заложения. Сооружена по индивидуальному проекту (архитектор Алексей Душкин).
Станция «Автозаводская» является объектом культурного наследия народов России регионального значения. 

## История
В соответствии с первоначальными планами строительства Московского метрополитена, так называемый «Тверской радиус» (от района Тверской улицы к аэропорту) планировалось соединить с предполагаемым «Таганским радиусом», который также начинался бы в центре Москвы, проходил через Таганскую площадь, Крестьянскую Заставу и затем поворачивал бы к заводу имени Сталина (ЗИС). Однако британские специалисты, приглашённые в Москву в начале 1930-х годов в качестве консультантов при проектировании метрополитена, предложили состыковать четыре радиуса метро не так, как планировалось. Вместо пересекающихся Замоскворецко-Дзержинского и Таганско-Тверского диаметров они порекомендовали построить Замоскворецко-Тверской и Дзержинско-Таганский диаметры. Решение последовать этому предложению было принято в 1934 году, и Замоскворецкий радиус был спроектирован в своём современном виде, при этом южная конечная станция должна была обслуживать ЗИС.
10 июля 1937 года Совет народных комиссаров СССР постановлением № 1090 утвердил состав линий и проект трассы третьей очереди метро. На Замоскворецком радиусе проектировались три станции — «Новокузнецкая», «Павелецкая» и «Завод имени Сталина», которые планировалось открыть в декабре 1939 года.
По данным Н. О. Душкиной, А. Н. Душкин начал работу над проектными вариантами станции в 1939 году. Проект станции выбирался на конкурсной основе. Состоялось два конкурса, на которые было представлено 54 проектных предложения (по другим данным — 42 проекта; см.: С. Потемкин, А. Владимиров. Третья очередь метро. М., Московский большевик, 1945, с. 70). Подобное разнообразие вполне объяснимо тем, что в то время всё, связанное с именем вождя, было очень престижно. А. Н. Душкиным было разработано 11 вариантов, однако в процессе выработки окончательного варианта было решено остановиться на проекте В. М. Таушканова, рекомендованном президентом Академии архитектуры К. С. Алабяном. Особенностью проекта являлось решение опор перронного зала в виде колонн-«корзин», размещавшихся по оси станции. «Корзины» представляли собой пустотелые тангентные металлические конструкции наподобие шуховских, расширяясь кверху в форме пальм или перевёрнутых граммофонных труб. В верхнем широком раструбе «корзины» несли опорные кольца диаметром около 5 метров, поддерживающие перекрытия станции. Внизу, в пустотах «корзин», должны были монтироваться осветительные установки из прожекторов, бьющих снопами света вверх. Металлические «корзины» богато декорировались вставками литья, а их нижние части в виде «серебряной стопки» предполагалось разработать архитектурными порезками. К слову, аналогичное решение опор перронного зала ранее предлагалось Таушкановым для станции «Стадион имени Сталина» (ныне «Партизанская»), но не было принято к исполнению.
Строительство третьей очереди началось в 1938 году (не совсем ясна в этом свете дата непосредственного начала работ по станции «Завод имени Сталина», по некоторым данным это был 1940-й год). В соответствии с проектом Таушканова, был вырыт котлован и заложены фундаменты под опоры. Однако с дальнейшей реализацией проекта возникли проблемы. Колонны-«корзины» должны были нести не только железобетонные перекрытия, но и железнодорожные пути к складам автозавода, проходившие в ту пору над станцией (вдоль современной Автозаводской улицы). При передаче чертежей в производство изготовителем было заявлено, что «проще выточить и смонтировать большую турбину со всеми дисками, чем эту „корзину“, воспринимавшую огромную нагрузку». К этому времени перегонные тоннели на участке от станции «Площадь Свердлова» до станции «Завод имени Сталина» уже были пройдены. В итоге проект Таушканова был отклонён, уже заложенные фундаменты опор демонтированы, и было принято решение вернуться к технически значительно более простому проекту станции А. Н. Душкина с «отработанной» схемой двух параллельных рядов железобетонных колонн. Проект фактически единолично утвердил А. В. Щусев.

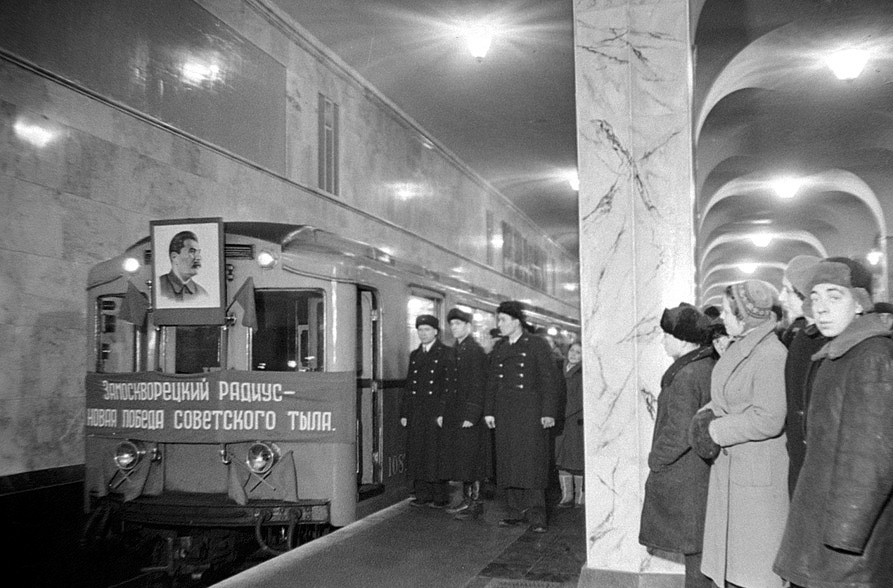
Пробный поезд на станции «Завод имени Сталина», 31 декабря 1942 года.

Помимо Душкина, в проектировании станции принимал участие Н. С. Князев. Инженерами-конструкторами станции являлись Н. А. Кабанов, Г. И. Кибардин и С. Рыбкин. Работы по возведению станции по новому проекту были приостановлены с началом Великой Отечественной войны, но уже в декабре 1941 года возобновлены. Строительство велось быстрыми темпами, и 1 января 1943 года станция «Завод имени Сталина» первой в составе очереди вступила в строй, став 23-й станцией Московского метрополитена. При этом станция «ЗИС» была открыта раньше «Новокузнецкой» и «Павелецкой», принявших первых пассажиров лишь 20 ноября 1943 года. В течение этих 11 месяцев поезда следовали по 6,3-километровому перегону «Площадь Свердлова» — «Завод имени Сталина» без остановок.
В 1946 году А. Н. Душкин получил Сталинскую премию II степени за разработку проекта станции «Завод имени Сталина».

Вестибюль станции в бытность его отдельно стоящим зданием, конец 1940-х годов.

Своё изначальное название станция носила до 5 июля 1956 года. После развенчания культа личности Сталина и переименовании завода ЗИС в честь И. А. Лихачёва, название станции также было изменено — станция стала носить имя «Автозаводская» (при внимательном рассмотрении на стенах станции можно заметить отверстия, оставшиеся от крепления букв первоначального названия станции). В 1961 году южный вестибюль станции был встроен в жилое здание, а в 1968 году был открыт северный выход со станции, совмещённый с подземным переходом. «Автозаводская» оставалась конечной южной станцией Замоскворецкой линии в течение 26 лет, вплоть до продления линии в 1969 году до «Каховской».
В 1992 году Комиссия Моссовета по наименованиям улиц разработала проект переименования большинства станций московского метро с целью, во-первых, освободить его от «политической нагрузки», и, во-вторых, упростить ориентировку, присвоив станциям исконные названия мест, рядом с которыми они находятся. В рамках этого проекта предлагалось переименовать станцию «Автозаводская» в «Симоново». Проект, однако, так и не был осуществлён.
Во второй половине 2000-х годов появился план строительства в Москве Третьего пересадочного контура метро, призванный оптимизировать пассажирские перевозки в Москве и разгрузить Кольцевую линию метро. Новую линию первоначально планировалось провести через «Автозаводскую», однако в 2011 году было решено объединить проекты Третьего пересадочного контура и Большого кольца Московского метрополитена, включив в состав Большого кольца Каховскую линию.

### Конечность
Была конечной до 1969 года и стала ей временно с 12 ноября 2022 года по 10 мая 2023 года в связи с реконструкцией тоннеля на перегоне «Царицыно» — «Кантемировская».

## Архитектура и оформление

### Станционный зал
Станция сооружена по индивидуальному проекту. Конструкция станции — колонная трёхпролётная мелкого заложения (глубина заложения — 11 метров), платформа — островная. Все несущие конструкции выполнены из монолитного железобетона.
Архитектор станции А. Н. Душкин считал эту станцию весьма удачной и впоследствии писал о ней:

Станцию «Автозаводская» люблю за то, что она сделана как бы на одном дыхании. Здесь чётко выражена конструктивная сущность и, как у русских храмов, чистота работающей формы.— А. Н. Душкин
Вместе с тем, по воспоминаниям жены архитектора, проектирование «Завода имени Сталина» потребовало от Душкина существенных творческих усилий. Источниками вдохновения для него служили, помимо прочего, ботаника и музыка:

Я хорошо помню, как шла работа над проектом станции «ЗИС» (теперь это «Автозаводская»). Алексей Николаевич, сделав несколько эскизов, не удовлетворивших его, отложил работу и углубился в книгу Тимирязева «Жизнь растения». На мои вопросы, зачем это ему, ничего толком не отвечал, только просил сыграть ему фугу Баха. Закончив читать книгу, сел за доску. Сделал одиннадцать вариантов проекта станции. Из них выбрал тот единственный, который воплотился в жизнь.
Для меня образ этой станции музыкален и полифоничен. При спуске эскалатора колонны возникают перед взором одна за другой, а потом словно сливаются в едином «звучании» — как последний аккорд в каденции, приведённый в тональность. К сожалению, современные светильники, установленные вместо авторских люстр, нарушили гармонию и красоту подземного зала.— Т. Д. Душкина
Конструктивно и архитектурно «Автозаводская» представляет собой вариацию на тему «Кропоткинской». Два ряда тонких, слегка расширяющихся кверху железобетонных колонн квадратного сечения с рёбрами поддерживают уплощённые безбалочные своды. Главные отличия состоят, во-первых, в существенно большей высоте станционного зала «Автозаводской» — 7 метров, выше «Кропоткинской» на 1 метр, и, во-вторых, в более рельефном в сравнении с «Кропоткинской» рисунке потолка, где выделены «крестовые» своды. Всё это делает станцию менее пропорциональной, но в то же время более «лёгкой» и как бы устремлённой вверх. В торцах станции расположены эскалаторы.

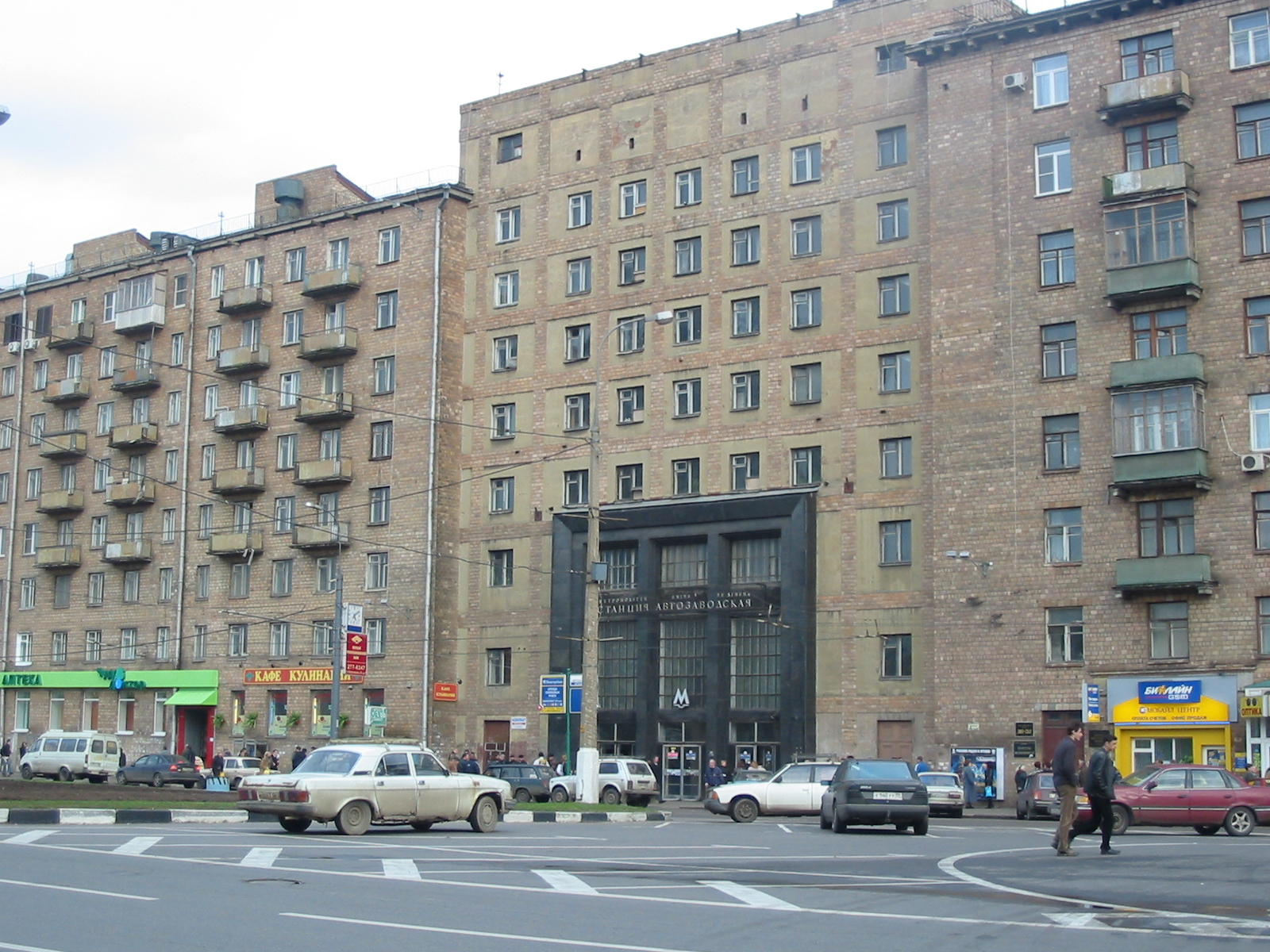
Вестибюль станции в доме 11 по Автозаводской улице

А. Н. Душкин. Интерьер перронного зала станции «Завод имени Сталина», проект. 1942

Путевые стены станции до уровня перрона облицованы чёрным диабазом, выше — мрамором Прохоро-Баландинского месторождения, преимущественно тёплых тонов, от кремовых и розоватых до топлёного молока и слоновой кости. От потолочных сводов путевые стены отделены тонким лепным фризом из дубовых листьев. Колонны отделаны светлым с тёмными прожилками гематита алтайским мрамором Ороктойского месторождения (так называемый «ороктой»; в Московском метрополитене это — первое использование такого мрамора). Основания колонн — тоже чёрный диабаз. Пол также выложен чёрным диабазом с простым геометрическим орнаментом из чёрного и серого гранита. Укладка более 1500 м² гранитных полов, получивших впоследствии широкое распространение, была произведена впервые в истории Московского метрополитена. Перрон был заасфальтирован, а ограничительная линия у края платформы выложена метлахской плиткой.
Серьёзной проблемой при отделке интерьера станции стало недостаточное количество мрамора «ороктой». Примерно треть общего числа колонн в середине станции пришлось оштукатурить и окрасить под мрамор. После Победы в войне транспортное сообщение было налажено, и оставшиеся колонны были облицованы мрамором того же месторождения.
Проблемой оказалось и создание осветительных приборов. Архитекторам пришлось самим выезжать в Гусь-Хрустальный и подбирать те стеклянные элементы, которые можно было найти в дни войны на заводе. Были выбраны трёхгранные хрустальные балочки, из которых на автозаводе и были сделаны конические люстры, однако эти люстры не совсем совпадали с проектом. После организации в 1943 году на заводе № 8 Метростроя цеха по производству осветительной арматуры и художественного литья там были выполнены люстры для центрального зала, соответствующие проекту. Однако, и они не сохранились до нашего времени: позднее они были заменены стандартными люминесцентными светильниками, размещёнными в два ряда между колоннами. За счёт этого освещение станции улучшилось, но её облик был кардинально изменён из-за нарушения первоначального замысла А. Н. Душкина, для которого световые эффекты были своего рода «визитной карточкой». На старых фотографиях заметно, что первоначальные светильники подчёркивали рельефность сводов и зрительно придавали потолку станции очень своеобразную конфигурацию. Нынешние светильники обладают обратным эффектом — зрительно они уплощают своды.

Скульптура И. В. Сталина в северном торце станции, около 1949 года.

В северном торце центрального зала на гранитном постаменте размещалась гипсовая скульптура Иосифа Сталина работы С. Д. Меркурова (в 1950-х годах демонтирована).
Путевые стены украшены восемью смальтовыми мозаичными панно под общим названием «Советский народ в годы Великой Отечественной войны». Мозаики были выполнены в блокадном Ленинграде В. А. Фроловым по эскизам художников В. Ф. Бордиченко, Б. В. Покровского и Ф. К. Лехта. На этапе разработки картонов для консультации приглашался академик живописи Е. Е. Лансере. В. А. Фролов работал над мозаиками станции с 1941 года до своего последнего дня жизни 3 февраля 1942 года. Готовые мозаики были доставлены из Ленинграда в Москву по «Дороге жизни», причём, судя по сохранившимся фотографиям, часть из них была установлена уже после открытия станции. Панно размещены по четыре с каждой стороны платформы.

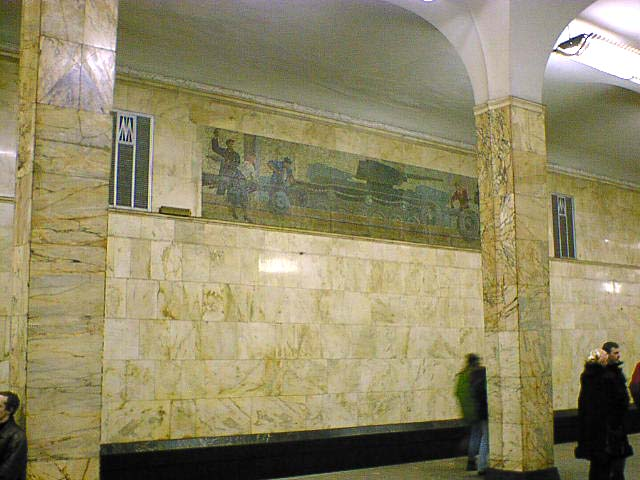
Оформление путевой стены. 26 февраля 2000 года

Мозаики восточной стены (тематика — работники завода ЗИС):
- Монтаж гусениц на танк КВ-1
- Литейный цех
- Механосборочный цех
- Кузнечный цех

Мозаики западной стены (тематика — мирный труд и боевые успехи народов СССР):
- Погрузка бомб в дальний бомбардировщик ТБ-7, отправляющийся бомбить[источник не указан 2708 дней] Берлин[источник не указан 2708 дней]
- Жатва, где трактора тянут за собой жатки завода ЗИС.
- Астраханские рыбаки, вытаскивающие из сетей гигантских осетров и отгружающие бочки
- Крейсера в походе

Кроме мозаик, станция декорирована четырьмя барельефами скульптора И. С. Ефимова, размещёнными в центре зала, на путевых стенах, на одном уровне с мозаиками. Барельефы выполнены из серо-жёлтого московского известняка. На западной стене установлены барельефы «Народы севера» и «Народы Кавказа», восточную стену украшают барельефы «Лётчики и конструкторы» и «Металлурги и инженеры». В пространствах между барельефами ранее размещались цитаты Д. Джабаева («Это всё дела, что сталинская мудрость родила», западная стена) и И. В. Сталина («Труд в СССР есть дело чести, славы, доблести и геройства», восточная стена). Впоследствии надписи были заштукатурены.
В целом, архитектурно-декоративное решение станции вызвало самые положительные отзывы современников. В частности, член-корреспондент Академии архитектуры СССР Я. А. Корнфельд в книге «Лауреаты Сталинских премий в архитектуре 1941—1950» так описывал причины награждения проектов станций «Завод имени Сталина» и «Электрозаводская»:

Архитектура премированных сооружении военного периода знаменует решительный шаг вперед в развитии принципов социалистического реализма в углублении идейного содержания, и совершенствовании воплощающей его формы и в развитии прогрессивной техники строительства. Взволнованные патриотические чувства выражены в глубоком идейном замысле станций метро «Электрозаводская» и «Завод имени Сталина», в их несхожих между собой, но одинаково сильных и впечатляющих архитектурных образах. Уверенная, ясная архитектурная композиция, дополненная красноречивыми героическими образами статуй, барельефов, многоцветной мозаики, делает эти станции метро эпически выразительными памятниками эпохи.— Я. А. Корнфельд
Ближе к торцам станции размещены две скамейки. Около южного выхода установлен взрывозащитный контейнер, в центре зала — колонна экстренного вызова.

### Вестибюли
Станция имеет два выхода, ведущие на улицы Автозаводская (южный) и Мастеркова (северный). Кроме того, оба выхода находятся на разных сторонах Автозаводской площади, на которую, помимо указанных выше улиц, выходят также 1-й, 2-й и 3-й Автозаводские проезды.
Южный вестибюль — ровесник станции, выполненный также по проекту А. Н. Душкина, — выходит на красную линию нечётной стороны Автозаводской улицы. Первоначально представлявший собой отдельно стоящее строение, в 1961 году он был встроен в восьмиэтажное жилое кирпичное здание по адресу Автозаводская ул., д. 11 (как, впрочем, и планировалось изначально). Фасад вестибюля украшает портал, облицованный лабрадоритом, и очень высокие застеклённые поверхности, служащие одновременно и дверными проёмами, и окнами служебных помещений второго этажа вестибюля. Первоначально окна вестибюля и технического этажа были разделены беломраморными барельефами авторства С. И. Ефимова; центральный барельеф нёс название станции — «ЗИС» — и слова «Метрополитен имени Л. М. Кагановича», на боковых были изображены крупные буквы М — символы метрополитена, в обрамлении кувалд и отбойных молотков (впоследствии барельефы были демонтированы).
Сразу за тамбуром с двойными дверями находится аванзал станции, имеющий в плане достаточно сложную форму, близкую к трапеции, вдоль длинного основания которой размещаются билетные кассы. По углам аванзала расположены большие вентиляционные отдушины, забранные коваными решётками с растительным орнаментом. Стены аванзала отделаны кремовым мрамором месторождения Газган.

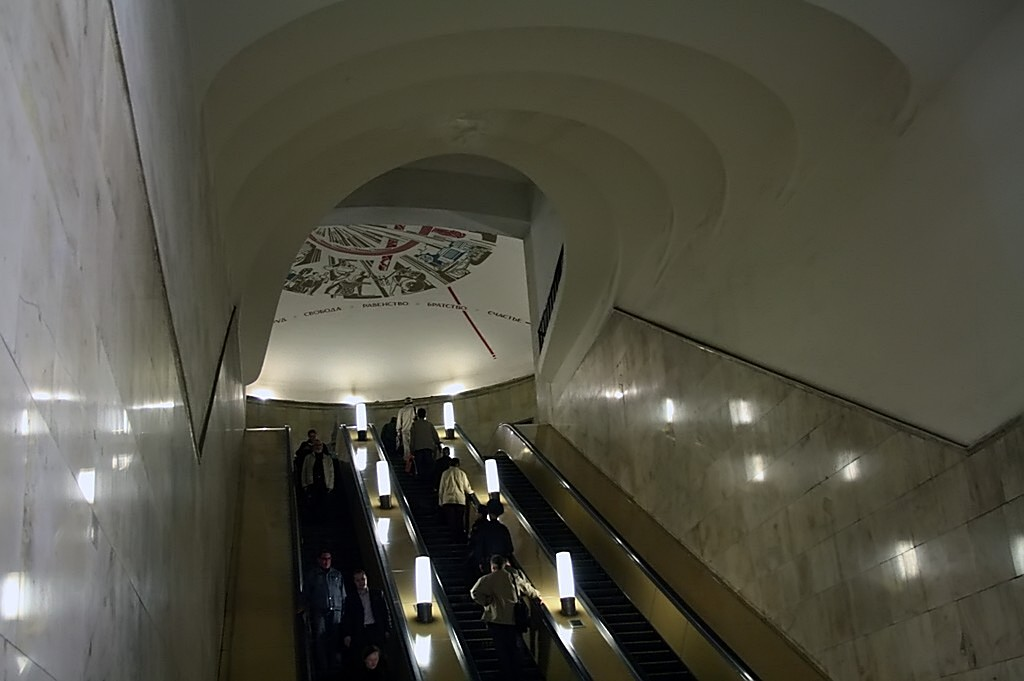
Эскалатор у южного вестибюля станции

Аванзал широким и коротким переходом соединяется с круглым эскалаторным залом, где установлены турникеты. Эллиптическая арка эскалаторной камеры снаружи обведена узким дуговым балконом. Стены эскалаторного зала отделаны кремовым мрамором месторождения Коелга. Напротив эскалатора находится крупное мозаичное панно, выполненное из разных сортов мрамора, эпически изображающее парад на Красной площади. Парад возглавляет тяжёлый танк КВ-1, по бокам от него едут по два средних танка Т-34. На броне КВ-1, образуя пирамиду, сидят солдаты, в центре — командир танка, отдающий честь. Позади танков тёмной громадой возвышается фигура былинного богатыря. Богатырь всматривается вдаль, прикрывая глаза ладонью, от чего создаётся впечатление, что он тоже отдаёт честь. На заднем плане — силуэт Кремля, находящегося под надёжной защитой. Над панно работали В. Ф. Бородиченко и Б. В. Покровский (также при участии Е. Е. Лансере). Кроме спуска на станцию и перехода в аванзал, из эскалаторного зала ведут три служебные двери, декорированные крупными арками и отделанные красноватым мрамором. Изначально вестибюль и эскалаторный тоннель освещались оригинальными светильниками-бра, шесть из которых сохранились по наше время в эскалаторном зале вестибюля
Плафон вестибюля украшен несколько выбивающейся из общей композиции упрощённо-схематической росписью по штукатурке в сине-красно-золотой цветовой гамме, выполненной в середине 1960-х годов поверх более ранней. Роспись изображает сцены из жизни рабочих завода ЗИЛ и моменты истории СССР, центром композиции служат огромные красные серп и молот. Роспись дополняют красные ленты с надписями «Мир», «Труд», «Свобода», «Равенство», «Братство», «Счастье». Изначально на потолке вестибюля были изображены красные знамёна различных видов войск с изображением И. В. Сталина, опоясанные орденами за военные и трудовые подвиги (над этой росписью работали также В. Ф. Бородиченко и Б. В. Покровский).
Северный выход, построенный по проекту М. Г. Файнштейна в 1968 году, представляет собой типовое прямоугольное низкое помещение с кассами и турникетами, открывающееся в подземный переход под улицей Мастеркова. Лестницы из перехода накрыты каркасными стеклянными павильонами.

## Путевое развитие
Непосредственно за станцией в южном направлении находятся тупики, использовавшиеся для оборота составов до продления линии на юг. Сейчас они используются для ночного отстоя составов. Путевая система включает 6 стрелочных переводов, перекрёстный съезд и два станционных пути, завершающихся тупиками. 22 января 2014 года тупики использовались в качестве оборотных в ходе ликвидации последствий аварии на участке «Автозаводская» — «Коломенская». С 12 ноября 2022 года по 10 мая 2023 года поезда оборачивались в тупиках за станцией «Автозаводская» в связи с закрытием участка «Автозаводская» — «Орехово». По причине ближайшего от места реконструкции расположения оборотных тупиков у станций «Автозаводская» и «Орехово» перекрытие движения только на перегоне «Царицыно» — «Кантемировская» невозможно. Помимо основных ремонтных работ в ходе реконструкции по, фактически, замене тоннеля, построенного в 1980-х с нарушением нормативов, пути на закрытом перегоне сделали бесстыковыми.
Бо́льшая часть перегона «Автозаводская» — «Коломенская» проходит по поверхности земли, пути обходят Нагатинский Затон и идут параллельно проспекту Андропова, пересекая Москву-реку по Нагатинскому метромосту. На перегоне ещё на этапе строительства был создан задел под наземную станцию, на котором к концу 2015 года была сооружена станция «Технопарк», обслуживающая технопарк «Нагатино-ЗИЛ».

## Перспективы
В отдалённой перспективе при соединении Некрасовской и Троицкой линий станция «Автозаводская» может стать пересадочной на эту линию.

## Станция в цифрах
- Код станции — 029.
- Ордината оси станции ПК063+83[43].
- В марте 2002 года пассажиропоток составлял: по входу — 60 800 человек, по выходу — 65 500 человек[44].
- Таблица времени прохождения первого поезда через станцию[45]:

| По чётным числам               | Будние дни | Выходные дни |
| По нечётным числам             | Будние дни | Выходные дни |
| В сторону станции «Павелецкая» | 05:40:00   | 05:40:00     |
| В сторону станции «Павелецкая» | 05:40:00   | 05:40:00     |
| В сторону станции «Технопарк»  | 05:43:00   | 05:45:00     |
| В сторону станции «Технопарк»  | 05:43:00   | 05:45:00     |

## Расположение
Располагаясь между станциями «Павелецкая» и «Технопарк» Замоскворецкой линии, «Автозаводская» находится на территории Даниловского района Южного административного округа города Москвы, на левом берегу Москвы-реки. Два вестибюля станции обеспечивают выходы к улицам Автозаводская и Мастеркова. Кроме того, вблизи станции пролегают улицы Ленинская Слобода и Велозаводская, а также Третье транспортное кольцо.

### Наземный общественный транспорт
На этой станции можно пересесть на следующие маршруты городского пассажирского транспорта:
- Автобусы: 766, с799, с835, 944

### Пересадки
Между станцией метро и одноимённой станцией Московского центрального кольца организована пешеходная уличная пересадка. Пассажиры метрополитена и МЦК могут пересаживаться между линиями с осуществлением билетного контроля, но без дополнительного списывания поездки в течение 90 минут с момента первого прохода.

Достопримечательности вблизи «Автозаводской»

### Достопримечательности вблизи станции
В зоне пешеходной доступности от станции располагаются (см. схему справа):
1. Церковь Рождества Пресвятой Богородицы в Старом Симонове (XVI век).
2. Комплекс сохранившихся зданий Симонова монастыря (XVI—XIX века).
3. Дворец культуры ЗИЛа (выдающийся памятник конструктивизма, арх. братья Веснины, 1930-е годы).
4. Конструктивистский жилой комплекс на Восточной улице (арх. Н. Волков и В. Бибиков, 1920-е годы)[47].

Кроме того, в районе станции располагается Стадион имени Эдуарда Стрельцова («Торпедо») (№ 5 на схеме).

## Террористический акт в 2004 году

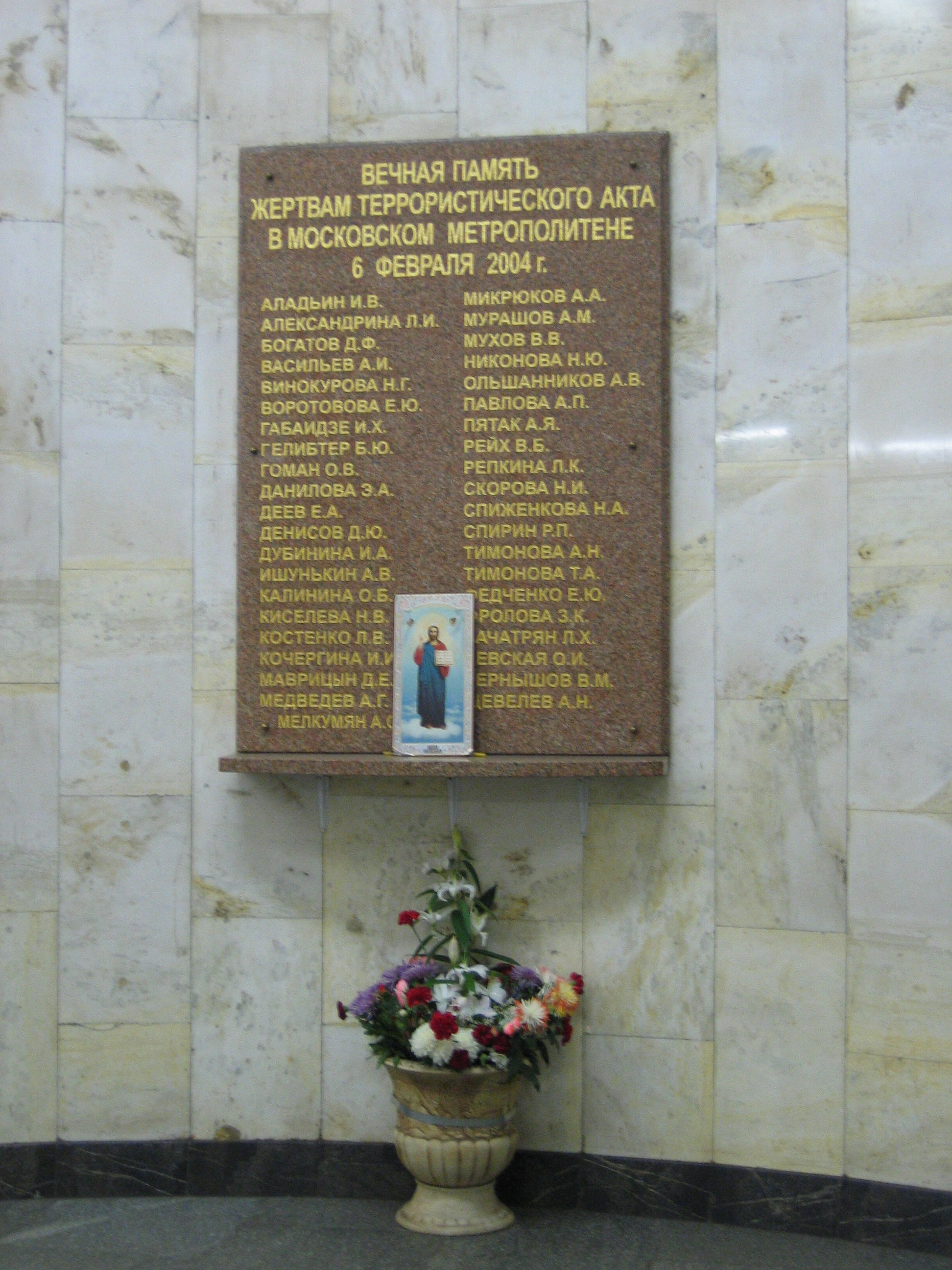
Мемориальная доска в память жертв теракта, совершённого 6 февраля 2004 года. 10 мая 2007 года.

6 февраля 2004 года в 8 часов 32 минуты у первой двери второго вагона поезда, следовавшего в центр по перегону «Автозаводская» — «Павелецкая», произошёл взрыв. Террорист-смертник привёл в действие взрывное устройство, находившееся у него за спиной в рюкзаке. В результате теракта погиб 41 человек (не считая самого террориста), почти 250 человек были ранены. В память о жертвах этого теракта 6 февраля 2005 года на станции «Автозаводская» была открыта мемориальная доска с именами погибших при взрыве.

## Станция в культуре

### Художественная литература
В числе многих других станций Московского метрополитена, «Автозаводская» упоминается в постапокалиптическом романе Дмитрия Глуховского «Метро 2033». По книге, станция обитаема и является базой группировки троцкистов, хотя действие книги не затрагивает какие-либо события на Автозаводской.

### Компьютерные игры
В дополнении «Metrostroi Subway Simulator» к игре «Garry's Mod» в Steam на карте Crossline Redux с вымышленной линией в дизайне «Автозаводской» выполнена вымышленная станция «Нахимовская», «игроками-энтузиастами» смоделирована и подключена к системе СЦБ с основным средством сигнализации в виде автоблокировки со светофорами и защитными участками, дополненной АЛС-АРС и функционирует в виде аддонов в Steam Workshop. Дополнение отличается от других компьютерных симуляторов поезда высокой реалистичностью.